# إريك ريجر
إريك ريجر Erik Reger واسمه الأصلي هرمان داننبرجر Hermann Dannenberger (ولد في مدينة بيندورف الواقعة على ضفاف نهر الراين في غرب ألمانيا في 8 سبتمبر 1893- مات في فيينا في 10 مايو 1954) كاتب روائي ألماني.

## حياته
ينحدر إريك ريجر من عائلة تعمل في المناجم. درس الأدب والتاريخ في بون، ثم أكمل دراسته في ميونخ وهايدلبرج. واشترك في الحرب العالمية الأولى ووقع في الأسر لدى القوات البريطانية.
وبين عامي 1919 و1927 عمل في شركة فريدريش كروب آ.جي. Friedrich Krupp AG. وقد أثرت خبراته في تلك الشركة على روايته الأولى والأكثر شهرة «اتحاد اليد القوية» Union der festen Hand، التي نشرت في عام 1931 وقد حولت إلى فيلم سينمائي في عام 1978, وقد منح على تلك الرواية جائزة كلايست مناصفة مع أودون فون هورفات. ونشرت روايته الثانية «الديك الصغير اليقظ» Das wachsame Hähnchen في عام 1932, وقد منعت السلطات النازية فيما بعد نشرت هاتين الروايتين. وقد حولت الرواية الثانية إلى فيلم تلفزيوني في عام 1979.
وبجانب عمله في شركة فريدريش كروب آ.جي. عمل إريك ريجر في عدة صحف ناقدا مسرحيا، وكذلك محررا في الإذاعة في كولونيا. وفي عام 1927 بدأ العمل محررا في مجلة «دير شفاينفيرفر» Der Schweinwerfer المهتمة في الأدب والمسرح. ثم عمل في عام 1928 محررا في المجلة الأسبوعية «المراقب الألماني الغربي» Westdeutscher Beobachter.
وبين عامي 1934 و1936 أقام ريجر في سويسرا، ثم عاد إلى ألمانيا حيث عمل أولا في قسم الدعاية في إحدى شركات الأدوية، ثم مراجعا في قسم الروايات في إحدى دور النشر الكبيرة في برلين.
وفي عام 1945 بعد انتهاء الحرب رأس إريك تحرير صحيفة دير تاجسشبيجل Der Tagesspiegel وهي أول صحيفة تنشأ بعد انتهاء الحرب في برلين، وقد أصبح بذلك رائدا للصحافة الألمانية بعد الحرب. وقد قام في عام 1947 بزيارة إلى الولايات المتحدة الأمريكية.
وقد توفي إريك ريجر إثر إصابته بانسداد في أوعية القلب في عام 1954 أثناء انعقاد الجمعية العمومية للمعهد الدولي للصحافة في فيينا.

## أعماله
بعد نشر روايته الأولى «اتحاد اليد القوية» في عام 1931, أتبعها في العام التالي بروايته «الديك الصغير اليقظ» ويروي فيه حياة انتهازي أثناء سنوات التضخم في ألمانيا. وفي العام التالي 1933 نشر روايته «بحّار في العاصفة»، ثم نشر في عام 1935 روايتيه «ينتس ويته..تاريخ من الشغف»، و«نابليون وبوتقة الصهر».
وفي عام 1937 صدرت روايته «حنين إلى الجحيم»، ويصف فيها انهيار عائلة من جزيرة كورسيكا. وقد أصدرها بعد بعض التعديل فيها في عام 1943 تحت عنوان «جزيرة الظلمة الذهبية». وفي عام 1941 صدرت روايتاه «أطفال الغسق» و«الصيف المحرم».
وقد نشر إريك ريجر إلى جانب الروايات مجموعة قصصية في عام 1943. وفي عام 1947 نشر مجموعة مقالات سياسية تحت عنوان «عامان بعد هتلر» و«عن مستقبل ألمانيا».
وقد نشرت في عام 1955 بعد وفاته أقصوصة بعنوان «سرقة الأخلاق».

## روابط خارجية
- إريك ريجر على موقع مونزينجر (الألمانية)